# Cuadricorriente
En la relatividad especial y la relatividad general, la cuadricorriente es la covariancia lorentziana que reemplaza a la densidad de corriente electromagnética.
{\displaystyle J^{a}=\left(c\rho ,\mathbf {j} \right)}
donde
c es la velocidad de la luz
ρ es la densidad de carga
j corriente eléctrica convencional
Este cuadrivector puede expresarse en términos de la cuadrivelocidad como
{\displaystyle J^{a}=\rho _{0}V^{a}\,}
Donde
{\displaystyle \rho ={\frac {\rho _{0}}{\sqrt {1-{\frac {v^{2}}{c^{2}}}}}}}

## Ecuación de Continuidad
Para que el cuadrivector densidad de corriente describa adecuadamente ρ y j, debe cumplir la siguiente relación geométrica:
{\displaystyle \delta J=0\,\!}
O bien en los sistemas coordenados Lorentz:
{\displaystyle \partial _{\mu }J^{\mu }=0}
Escrito como relación en un sistema inercial S:
{\displaystyle \partial _{0}J^{0}+\partial _{1}J^{1}+\partial _{2}J^{2}+\partial _{3}J^{3}={\frac {1}{c}}{\frac {\partial }{\partial t}}(\rho c)+{\frac {\partial J_{x}}{\partial x}}+{\frac {\partial J_{y}}{\partial y}}+{\frac {\partial J_{z}}{\partial z}}=0}
Lo que nos lleva a la conocida ecuación de continuidad:
{\displaystyle {\frac {\partial \rho }{\partial t}}+\nabla \mathbf {j} =0}